# Кен Стот
Кен Стот (енгл. Ken Stott) британски је глумац рођен 19. октобра 1954. у Единбургу, Шкотска, Уједињено Краљевство. У својој каријери остварио је низ мањих улога у британским филмовима и серијама, а широј публици постао је познат у филму Питера Џексона: Хобит: Неочекивано путовање где се опробао као Балин један од тринаест патуљака дружине Торина Храстоштита, а ту улогу поновио је и у следећа два наставка: Хобит: Шмаугова пустошења и Хобит: Битка пет армија.